# Diego Castro
Diego Castro Giménez (Pontevedra, España, 2 de julio de 1982) es un exfutbolista español que jugaba de centrocampista. Además, es hijo del entrenador de fútbol Fernando Castro Santos.

## Trayectoria
Comenzó jugando en el equipo de fútbol base de su colegio, el Sagrado Corazón de Jesús, y también pasó por la Agrupación Juvenil de Lérez y la Agrupación Cultural Deportiva de A Seca durante su etapa formativa. En el verano de 2001 fichó por el Pontevedra C. F., equipo con el que disputó dos temporadas en la Segunda División B de España. En 2003, se incorporó al Málaga C. F. "B", entonces en Segunda División, donde disputó noventa partidos en tres campañas. Además, llegó a debutar en Primera División con el primer equipo ante el C. A. Osasuna, el 4 de diciembre de 2005, y también disputó el siguiente encuentro contra el Real Madrid C. F.
En el verano de 2006 firmó un contrato con el Real Sporting de Gijón, debutando oficialmente con el conjunto asturiano en El Molinón de Gijón en el primer partido de la temporada 2006-07, en una derrota por 1-3 frente al Real Valladolid. Con los gijoneses consiguió un ascenso a Primera División en la temporada 2007-08 y permaneció en el club asturiano durante las tres siguientes temporadas en la máxima categoría, logrando ser el máximo goleador del equipo en las campañas 2009-10, con diez tantos, y 2010-11, con nueve. Asimismo, fue merecedor del premio al mejor jugador del Sporting, el Trofeo Molinón de Plata, en la campaña 2008-09.
El 23 de mayo de 2011 confirmó su marcha al Getafe C. F. tras cinco temporadas en el Sporting. Debutó con el Getafe en la jornada 5 de la campaña 2011-12, en un partido disputado ante el R. C. D. Español en el que su equipo cayó derrotado por 1-0. En el siguiente encuentro, celebrado en el Coliseum de Getafe ante el Real Betis Balompié, consiguió anotar su primer gol como jugador azulón, el cual supuso, además, la primera victoria de la temporada para el Getafe. Al término de la temporada 2014-15 concluyó su vinculación con el Getafe.
El 6 de agosto de 2015 fichó por el Perth Glory F. C. australiano. Sin embargo el 3 de octubre de 2021, abandona el equipo australiano de forma abrupta.

## Clubes
| Club                   | País      | Año       |
| ---------------------- | --------- | --------- |
| Pontevedra C. F.       | España    | 2001-2003 |
| Málaga C. F. "B"       | España    | 2003-2006 |
| Real Sporting de Gijón | España    | 2006-2011 |
| Getafe C. F.           | España    | 2011-2015 |
| Perth Glory F. C.      | Australia | 2015-2021 |